# Chikuzen
Pour le bourg dans la préfecture de Fukuoka, voir Chikuzen (Fukuoka).
Chikuzen (筑前国, Chikuzen no kuni) est une ancienne province du Japon qui se trouvait dans une région qui est l'actuelle préfecture de Fukuoka sur l'île de Kyushu.

Carte des anciennes provinces du Japon avec Chikuzen mise en évidence.

La province était entourée par les provinces de Buzen, Bungo, Chikugo et Hizen. On suppose que la capitale de la province se trouvait près de la ville actuelle de Dazaifu, cependant, Fukuoka a fini par devenir la ville la plus importante de la province. À la fin du XIIIe siècle, s'ils n'avaient pas été arrêtés par les Japonais, les Mongols avaient prévu de débarquer sur cette province et d'envahir le Japon par la suite.
Le clan Akizuki est originaire de la province de Chikuzen et a dirigé la province au début de la période Muromachi et du milieu de la période Sengoku à la fin de celle-ci.
Le clan Shoni a dirigé la province au début de la période Sengoku. Au cours de cette période, l'un des plus importants centres de commerce du Japon se concentra dans la ville de Hakata avant que Nagasaki, petit village de pêcheurs, ne lui ravisse la place via le commerce avec les Occidentaux au cours du dernier tiers du XVIe siècle.